# 児玉隆
児玉 隆（こだま たかし、1965年3月12日 - ）は、元NHK職員で、元シニアアナウンサー。

## 人物
宮崎県立日向高等学校、九州大学理学部を卒業後、1988年入局。2024年3月末日付で退職。
趣味は馬の牧場巡り。

## 過去の出演番組・業務
青森放送局時代
- まるごと青森（キャスター）
- あっぷるワイド（キャスター）
- 青森県のニュース・中継・リポート

室蘭放送局時代
- 真打ち競演「北海道追分町」（2003年7月26日、8月2日） - 司会

岡山放送局時代
- NHKニュースおはよう岡山 （不定期）
- 岡山ニュース845（不定期）
- 岡山県のニュース・中継・リポート

日本語センター出向時代
- ここはふるさと 旅するラジオ
- 首都圏ネットワーク （不定期）- 「文化流行最前線」リポーター
- NHK BSニュース（不定期）

松山放送局時代
- 放送部アナウンス専任部長
- 愛媛県・四国地方のニュース

大阪放送局時代
- 関西のニュース・中継・リポート
- ニュース845～関西のニュースと気象情報～（不定期）
- まる得マガジン おうちで楽しむ極上コーヒー（ナレーション・2017年12月）

鳥取放送局時代
- 副局長